# فاء
الفاء «ف» هو الحرف العشرون (20) بالترتيب الهجائي والسابع عشر (17) بالترتيب الأبجدي من حروف الأبجدية العربية وتلفظ [f] بصوت أسناني شفوي احتكاكي مهموس. مخرجه الشفة السفلية. قيمته تساوي (80) في حساب الجمل.
| پي الفينيقي | پي الجعزي | پي أو في العبري | فاء العربي | پي السرياني | پي الارامي | في السامري |
| 𐤐           | ፈ         | פּ פ             | ف          | ܦ           | 𐡐          | ࠐ          |

## أصل الفاء
يعتقد أن أصل هذا الحرف أنه من الرسم التخطيطي للفم، في العبرية پي أما في العربية فم.

## الفاء في اللغة العربية
الحرف فاء بالعربية يأتي ترتيبه الحرف 20 - بحسب الترتيب الهجائي - ويكتب:

### حرف ف وپ في اللغة العربية
ضمن عملية تطوير الحروف السامية أصبح حرف في [p] ينطق [f]، وهذا يتجلى ويظهر في استخدام العرب حرف الفاء بدلا من پي.

### استخدام حرف فاء في قواعد العربية
يستخدم حرف فاء في بداية بعض الكلمات العربية:
- بمعنى حتى مثلا: «أعطني القلم فأكتب ذلك»، وهي تعني «أعطني القلم حتى أكتب ذلك».

### كتابة حرف الفاء في العربية المغربية
يكتب حرف فاء في اللغة العربية المغربية بطريقة مختلفة عن العربية الأصلية حيث توضع النقطة أسفل الحرف (ڢ).

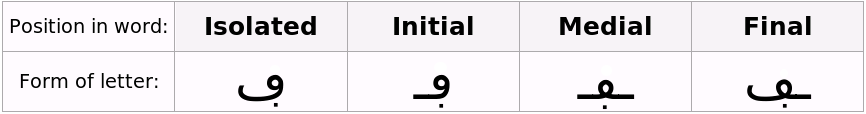
الفاء المغربية

## فاء العبرية
حرف الفاء العبري (פ) يأتي ترتيبه الحرف 17 - بحسب الترتيب الأبجدي - ويكتب:
| الفاء العبرية وصورتها النهائية | الفاء العبرية وصورتها النهائية | الفاء العبرية وصورتها النهائية | الفاء العبرية وصورتها النهائية    | الفاء العبرية وصورتها النهائية |
| خطوط الطباعة                   | خطوط الطباعة                   | خطوط الطباعة                   | الفاء بخط اليد في العبرية الحديثة | خط راشي                        |
| Serif                          | Sans-serif                     | Monospaced                     | الفاء بخط اليد في العبرية الحديثة | خط راشي                        |
| ------------------------------ | ------------------------------ | ------------------------------ | --------------------------------- | ------------------------------ |
| פ ף                            | פ ף                            | פ ף                            |                                   |                                |

### لفظ الحرف في العبرية
يلفظ هذا الحرف بالعبرية بطريقتين؛ لأنه ضمن قاعدة «بجد كفت»، بحيث إذا وضعت نقطة التشديد داخل الحرف ينطق [p]، أما إذا خلا الحرف من نقطة التشديد يلفظ مثل [f]:
| الاسم | الرمز | IPA | الترجمة | مثال |
| ----- | ----- | --- | ------- | ---- |
| Pei   | פּ     | /p/ | p       | pan  |
| Fei   | פ     | /f/ | f       | fan  |

## الفاء فيحساب الجمل
في اللغات السامية أعطيَ كل حرف من حروفها قيمة عددية فأعطيَ حرف فاء أو پي قيمة العدد 80.

## ترجمة هذا الحرف إلى اللاتينية
في مخطوطات ترجمة الحروف السامية إلى حروف لاتينية يُترجم حرف قاف أو كوف إلى :
- ف ← F
- פּ ← P
- פ ← F